# Vitis berlandieri
Vitis berlandieri is een plantensoort uit de wijnstokfamilie (Vitaceae). De wijnstok is inheems in het zuiden van Noord-Amerika, waar deze voorkomt in Texas, New Mexico en Arkansas.
... · 
V. aestivalis · 
V. amurensis (Amoerdruif) · 
V. berlandieri · 
V. labrusca · 
V. rupestris · 
V. vinifera (Wijnstok) · 
...